# Euglena zielona
Euglena zielona, klejnotka zielona (Euglena viridis Ehr. 1830) – gatunek euglenin z rodziny Euglenaceae. W dawnych systemach taksonomicznych uwzględniających jedynie podział na rośliny i zwierzęta wraz z innymi przedstawicielami tej grupy umieszczana w obu tych królestwach jako glon lub pierwotniak. Obecnie uznawana jest za jednego z przedstawicieli królestwa protistów (będąc zaś glonem, czasem w nieformalnej grupie protistów roślinopodobnych). Jest organizmem miksotroficznym – przy dostępie do światła jest autotrofem, a przy jego braku jest cudzożywna.

## Budowa
Kształt komórki wrzecionowaty. Długość ciała (25)35–70 μm, szerokość 11–18(20) μm. Z tyłu krótki wyrostek. Jeden lub dwa gwiaździste chloroplasty. Peryplast (pellikula) delikatnie prążkowany. Wykazuje dość dużą zmienność wewnątrzgatunkową. Zdolna do metabolii. Podobnie jak inni przedstawiciele rodziny Euglenaceae ma jedną wić znacznie dłuższą od drugiej, niewychodzącej z gardzieli i plamkę oczną. Zdolna zarówno do fotosyntezy, jak i saprotrofii. Substancją zapasową jest paramylon. 

## Występowanie
Występuje głównie w drobnych zbiornikach wodnych (stawach, kałużach) lub kanałach. Wskaźnik polisaprobowości. Jeden z pospolitszych gatunków z rodzaju Euglena w Polsce. Notowana w różnych regionach (np. w Europie, Ameryce Północnej, Argentynie, Chinach i Australii).